# Anémie de Blackfan-Diamond
Pour les articles homonymes, voir ABD.
L'anémie de Blackfan-Diamond (ABD) est une maladie génétique rare. Il s'agit d'une érythroblastopénie congénitale : la moelle osseuse est incapable de produire des globules rouges en quantité suffisante. Sa prévalence à la naissance est de 0,67 pour 100 000 cas.

## Histoire de la maladie
Cette maladie a été décrite en 1938 par Kenneth Blackfan (en) et Louis Diamond.

## Signes cliniques
En général, l'anémie se détecte entre zéro et deux ans. La maladie est diagnostiquée la première année de vie dans près de 90 % des cas devant une anémie profonde, non régénérative, normocytaire ou macrocytaire, et normochrome. Des anomalies du nombre de leucocytes et de plaquettes sont parfois présentes. Le tableau clinique associe une pâleur isolée et une dyspnée responsable de difficultés lors de l'allaitement, sans splénomégalie ni signe d'hémolyse, et sans manifestations en rapport avec une atteinte des autres lignées hématopoïétiques. Certains enfants ont des symptômes associés en particulier une petite taille et des malformations. La plus caractéristique est la présence de trois phalanges au niveau du pouce mais elle n'est que très rarement observée. De nombreuses autres malformations ont été décrites (malformations des mains, des fentes palatines, malformations rénales ou génitales, séquence de Pierre Robin).

## Les différentes modalités de diagnostic
Le diagnostic d'ABD est confirmé par une ponction de moelle osseuse (myélogramme) qui objective une érythroblastopénie : la lignée érythroblastique, constituée des précurseurs des globules rouges, est absente ou très réduite (typiquement, elle ne représentera que moins de 5 % des éléments nucléés de la moelle osseuse contre 10 à 30 % chez un sujet sain). D'autres paramètres biologiques peuvent être utiles pour conforter le diagnostic comme le dosage de l'adénosine désaminase érythrocytaire (une des enzymes du globule rouge, qui est ici anormalement élevée) ou le taux d'hémoglobine fœtale. La recherche de mutation du gène RPS19 sera systématiquement effectuée, après obtention d'un consentement éclairé. L'identification d'une mutation est un argument fort pour le diagnostic et conduira à une étude génétique des autres membres de la famille (parents, frères et sœurs, voire ascendants et collatéraux). La découverte récente de nouveaux gènes va permettre, à terme, un diagnostic génétique chez un plus grand nombre de patients.
On diagnostique en particulier de plus en plus de cas chez des patients adultes, avec ou sans antécédent d’anémie dans l’enfance. Les circonstances de diagnostic sont variables :
- enquête familiale
- tableau d’eythroblastopenie réfractaire aux traitements immunosuppresseurs
- hypogammagobulinemie
- syndrome myelodysplasique du sujet jeune
- toxicité inhabituelle lors d’une chimiothérapie

## Aspects génétiques
Des mutations peuvent être identifiées chez 40 à 45 % des patients. Le premier gène identifié comme muté chez des patients atteints d'ABD est le gène RPS19 (situé sur le chromosome 19), également nommé DBA1 (en tant que 1er gène identifié) et codant une protéine ribosomique. Récemment des mutations d’un deuxième gène et d’un troisième gène ont été décrites (RPS24 et RPS17), codant tous les deux pour une protéine ribosomique. Ils ne seraient mutés que chez un très faible nombre de patients. Des mutations de plusieurs autres gènes codant toujours des protéines ribosomiques ont été rapportées depuis (RPS15, RPS27, RPS27A touchant la petite sous-unité du ribosome et RPL5, RPL11, RPL35A, RPL36 touchant la grande sous-unité du ribosome).
Les gènes les plus souvent mutés sont  RPS19 (25 %), RPL5 (9 %) et RPL11 (7 %). L'identification de l'ensemble de ces gènes renforce le concept de maladie du ribosome pour l'ABD. De plus, des études récentes ont pu montrer qu'il existait, chez les patients mutés pour RPS19 et RPS24, des anomalies de la biosynthèse des ribosomes, notamment au niveau du processing des ARN ribosomiques.

## Transmission parent-enfant
Le mode de transmission le plus souvent rapporté est de type autosomique dominant : ceci veut dire que les deux sexes sont également concernés et que si l'un des parents est atteint, chaque enfant a 50 % de risque d’hériter de cette mutation.
En pratique, il existe une expression très variable de la maladie et, au sein d'une même famille, le degré d'atteinte peut être très différent.
L'un des parents d'un enfant atteint peut n'avoir que des signes biologiques discrets de la maladie et apparaître comme sain et non atteint en première analyse (on parle alors de phénotype silencieux).
Dans d'autres cas, aucun signe n'est présent chez les deux parents : on parle alors de forme sporadique.

## Traitement
Il y a différents traitements :
- les transfusions sanguines ;
- la prise de cortisone ;
- les greffes de moelle osseuse.

Quand le diagnostic d'ABD est confirmé, le traitement repose en première intention sur les corticoïdes.
Environ deux tiers des patients répondent favorablement à ce traitement mais, pour certains d'entre eux la posologie nécessaire pour maintenir une réponse sera trop élevée et le traitement devra être interrompu.
Les patients cortico-sensibles à une posologie faible seront maintenus sous traitement pendant de nombreuses années et parfois « à vie ».
Les patients cortico-dépendants à une posologie trop élevée et les patients cortico-résistants devront recevoir des transfusions régulières et mais cela les exposent  à des complications, principalement une surcharge en fer (hémochromatose). Une chélation du fer est indispensable chez ces patients.
Aucun autre médicament n'a démontré une activité dans cette maladie en dehors de quelques très rares patients qui ont répondu à des traitements divers.
Une greffe de moelle osseuse peut se discuter chez les patients dépendants des transfusions.
Cependant, il faut trouver un donneur à la fois HLA-identique et non porteur de la maladie.
Une transfusion de cellules souches de cordon ombilical peut être aussi envisagée afin de guérir l'enfant malade.
La difficulté de cette méthode est de trouver un donneur compatible.
Le premier « bébé médicament » dans le monde, Jamie Whitaker, a été conçu au début des années 2000 par fécondation in vitro avec diagnostic préimplantatoire afin de pouvoir sauver la vie de son frère Charlie. Né avec l'anémie de Blackfan-Diamond, celui-ci est guéri.

## Évolution dans le temps
Certains patients, essentiellement dans le groupe des patients cortico-sensibles, peuvent être sevrés de tout traitement à l'adolescence ou à l'âge adulte.
Le plus souvent, ils gardent une anémie modérée et sont exposés à un risque de survenue d'épisodes d'anémie profonde. Pour les patients régulièrement transfusés, le pronostic est dominé par les complications des transfusions.

## Autre
Enfin, il a été décrit une proportion importante de grossesses compliquées chez les patientes atteintes d'anémie de Blackfan-Diamond[réf. nécessaire].
Les patients sont en général pâles et ne peuvent pas faire beaucoup d'activités sportives. En effet, ils se fatiguent souvent rapidement.

## Syndrome d'Aase
Mise en garde médicale
Le syndrome d'Aase, ou anémie de Diamond-Blackfan de type 6, est une maladie héréditaire rare caractérisée par l'association d'une anémie, elle-même secondaire à une érythoblastopénie, à un syndrome malformatif d'intensité variable mais le plus souvent discret. Ce terme désigne en fait une forme clinique particulière d'anémie de Blackfan-Diamond et est peu utilisé.

## Télévision
En 2018, la série télévisée française, Demain nous appartient a fait référence à l'anémie de Blackfan-Diamond pour le personnage de Nina Saeed.
Le 25 décembre, dans Objectif Top Chef,un ABD passera.